# Lijst van burgemeesters van Amby
Dit is een lijst van burgemeesters van de voormalige Nederlandse gemeente Amby (ook wel Ambij) tot die gemeente op 1 juli 1970 opging in de gemeente Maastricht.
| Ambtsperiode | Naam burgemeester                      | Partij of stroming | Bijzonderheden                                                  |
| ------------ | -------------------------------------- | ------------------ | --------------------------------------------------------------- |
| 1808 - 1815  | Johan Godard Cornelis van Slijpe       |                    |                                                                 |
| 1815?        | Clobbers                               |                    |                                                                 |
| 1830?        | F.C.M. Pichot                          |                    | vanaf 1820 al schout                                            |
| 1833 - 1843  | J. Hennus                              |                    |                                                                 |
| 1843 - 1844  | Louis Alexander Mathieu Schoenmaeckers |                    |                                                                 |
| 1844 - 1846  | M. Damoiseaux                          |                    |                                                                 |
| 1846 - 1877  | K.C.J.M.A. Cramer van Brienen          |                    | tevens burgemeester van Bemelen (1865-1876)                     |
| 1877 - 1917  | A.H. Hennus                            |                    |                                                                 |
| 1917 - 1943  | M.J.H.M. Hermens                       |                    | tevens burgemeester van Bemelen (1918-1943)                     |
| 1943 - 1944  | J.V.P. Kamm                            | NSB                | waarnemend; tevens waarnemend burgemeester van Heer (1942-1944) |
| 1944 - 1945  | M.J.H.M. Hermens                       |                    |                                                                 |
| 1945 - 1946  | A.W. Slangen                           |                    | waarnemend                                                      |
| 1946 - 1970  | George (G.H.A.) Spauwen                |                    | tevens burgemeester van Bemelen (1946-1973)                     |